# 515
El 515 (DXV) fou un any comú començat en dijous del calendari julià.

## Necrològiques
- Èlia Ariadna, emperadriu romana d'Orient (n. abans del 457).[1]
- Eufemi, patriarca de Constantinoble.[2]